# Parque O'Higgins (estación)
Parque O'Higgins es una estación ferroviaria que forma parte de la Línea 2 del Metro de Santiago de Chile. Se encuentra entre las estaciones Toesca y Rondizzoni, en el paso elevado de la Autopista Central sobre el nudo Matta-Viel-Blanco. Esta estación se ubica en la comuna de Santiago.

## Entorno y características
Es una estación de flujo moderado, caracterizado principalmente por estudiantes universitarios de la Facultad de Ciencias Físicas y Matemáticas de la Universidad de Chile. La estación posee una afluencia diaria promedio de 14 465 pasajeros.
La estación se ubica en la entrada principal al Parque O'Higgins, una de las principales áreas verdes de la ciudad. En sus alrededores se ubica el más importante parque de atracciones del país, Fantasilandia, el Club Hípico, Arena Santiago y los Cuarteles de Artillería y la Escuela de Suboficiales del Ejército de Chile.

### Accesos
| Acceso | Intersección                                   |
| ------ | ---------------------------------------------- |
| A      | Av. Viel con El Parque                         |
| B      | Autopista Central con Av. Manuel Antonio Matta |

## Origen etimológico
El nombre de esta estación se origina en el Parque O'Higgins, cuya entrada oriente se ubica cercana a la estación del Metro. El pictograma con que era identificada originalmente la estación correspondía a un timbalero a caballo, característico de la Parada Militar de Chile que se realiza en el Parque O'Higgins el 19 de septiembre (Día de las Glorias del Ejército).
Durante algunos años, esta estación simplemente recibió el nombre Parque, hasta que fue ampliado llegando al nombre actual.

## Galería

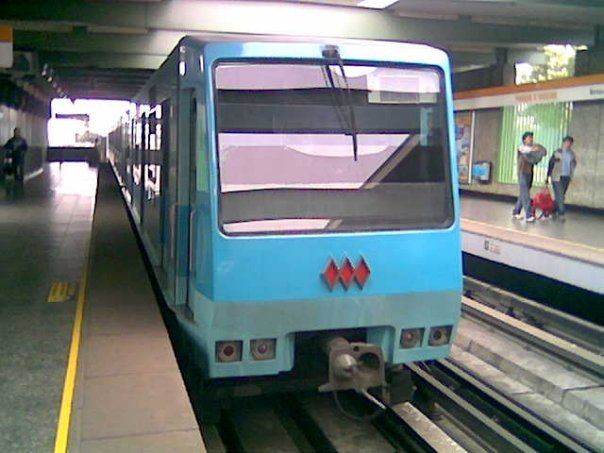
Tren NS-88 en la estación.
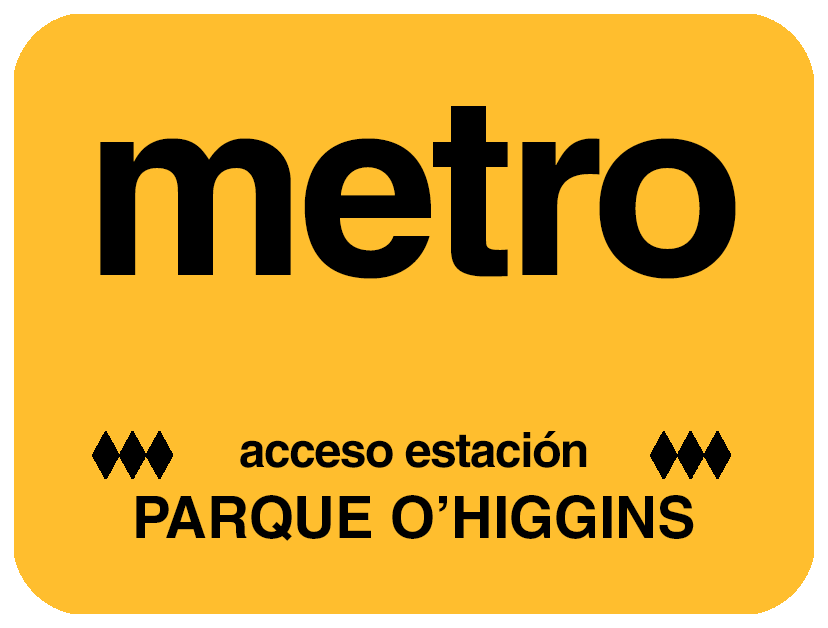
Letrero utilizado en los accesos a la estación hasta 1997.
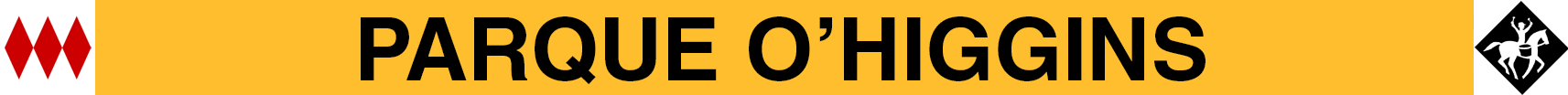
Cenefa antigua utilizada en los andenes.
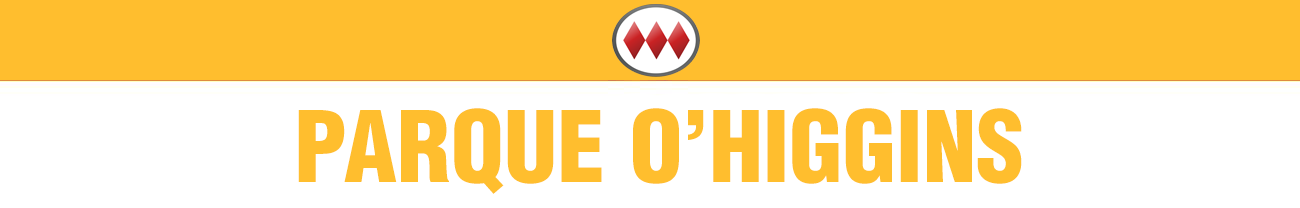
Cenefa utilizada actualmente en los andenes.

## Conexión con Red Metropolitana de Movilidad
La estación posee 6 paraderos de la Red Metropolitana de Movilidad en sus alrededores, los cuales corresponden a:
| Paradero/ Código                          | Recorridos |
| ----------------------------------------- | --- |
| Parada 1 / Metro Parque O'Higgins (PA450) | 506 (Maipú) - 506e (Maipú) - 506v (Villa El Abrazo) - 507 (Enea) - 507c (Fin del recorrido) - 509 (Maipú) - 510 (Pudahuel Sur) |
| Parada 2 / Metro Parque O'Higgins (PA238) | 125 (Metro Universidad de Chile) - 302 (Metro Santa Ana) - 302n (Alameda)                                                      |
| Parada 3 / Metro Parque O'Higgins (PA234) | 302 (La Pintana) - 302n (La Pintana)                                                                                           |
| Parada 4 / Metro Parque O'Higgins (PA435) | 506 (Peñalolén) - 506e (Peñalolén) - 506v (Peñalolén) - 507 (Av. Grecia) - 507c (Peñalolén) - 510 (Río Claro)                  |
| Parada 5 / Metro Parque O'Higgins (PA465) | 509 (Mapocho) |
| Parada 6 / Metro Parque O'Higgins (PA34)  | 113 (Ciudad Satélite) - 115 (Villa El Abrazo) - 509 (Maipú)                                                                    |